# Volcanic Repeating Arms
La Volcanic Repeating Arms fu una società produttrice di armi statunitense.
Fondata nel 1855 da Horace Smith e Daniel B. Wesson, sviluppò l'invenzione di Walter Hunt, la munizione Rocket Ball ed implementò per prima il sistema di azionamento a leva per fucili.

## Storia
In origine venne fondata con il nome "Smith & Wesson Company" e successivamente ridenominata "Volcanic Repeating Arms Company" nel 1855, con l'aggiunta di nuovi soci, uno dei quali era Oliver Winchester. La Volcanic Repeating Arms Company ottenuto tutti i diritti sui progetti Volcanic (sia la carabina che la pistola entrarono in produzione da quel momento), così come per le munizioni, tutte prodotte da Smith & Wesson Company. Wesson rimase come direttore dello stabilimento per 8 mesi prima di riunirsi a Smith ed a fondare la Smith & Wesson Revolver Company ottenendo le licenze del Rollin White (brevetto del cilindro di carica posteriore). Winchester costrinse al fallimento la Volcanic Arms alla fine del 1856 e ne assunse la proprietà trasferendo la produzione nell'impianto di New Haven, dove l'azienda venne ridenominata New Haven Arms Company nel mese di aprile 1857. Benjamin Tyler Henry venne assunto come sovrintendente dello stabilimento quando Robbins & Lawrence attraversarono difficoltà finanziarie ed Henry lasciò il suo impiego. Mentre continua la produzione di fucili e pistole Volcanic, Henry cominciò a sperimentare una nuova munizione modificando, allo stesso tempo, il meccanismo di carica. Il risultato fu la nascita del fucile Henry. Nell 1866 l'azienda venne ulteriormente ridenominata Winchester Repeating Arms Company ed il nome di Winchester divenne sinonimo di fucili a leva.

## Prodotti
Tra le principali realizzazioni abbiamo una versione migliorata delle munizioni Rocket Ball e una carabina ed una pistola che implementavano tale meccanismo, ed il fucile Volition Repeating Rifle progettato originariamente da Walter Hunt e realizzato nel 1848, introducendo una iterazione iniziale della leva del meccanismo di ripetizione ed un caricatore di proiettili simile a quelli odierni. Tuttavia il modello di Hunt era ben lungi dall'essere perfetto e solo un paio di prototipi vennero sviluppati. L'unico noto è attualmente nel Museo delle Armi di Cody nel Wyoming. Lewis Jennings brevettò una versione migliorata del fucile Hunt nel 1849 ed i prototipi del fucile Jenning vennero costruiti da Lawrence Robbins & Co. sotto la direzione di Benjamin Tyler Henry) e venduti da CP Dixon. Horace Smith venne assunto da Courtlandt Palmer per migliorare il fucile Jennings.
Il relativo brevetto Smith-Jennings venne concesso nel 1851. Si stima che meno di 2.000 di questi due modelli vennero realizzati fino al 1852, quando problemi finanziari portarono alla cessazione della produzione.
Nel 1854, Horace Smith, Daniel B. Wesson e Courtlandt Palmer (l'uomo di affari che aveva rilevato il brevetto di Smith-Jennings) si unirono in società migliorando ulteriormente il meccanismo di ripetizione, sviluppando la pistola Smith & Wesson ed una nuova cartuccia Volcanic. La produzione avveniva nel negozio di Horace Smith a Norwich. La nuova cartuccia migliorava la Rocket Ball con l'aggiunta di un primer.

## Galleria d'immagini

Esempi di Volcanic Repeating Arms
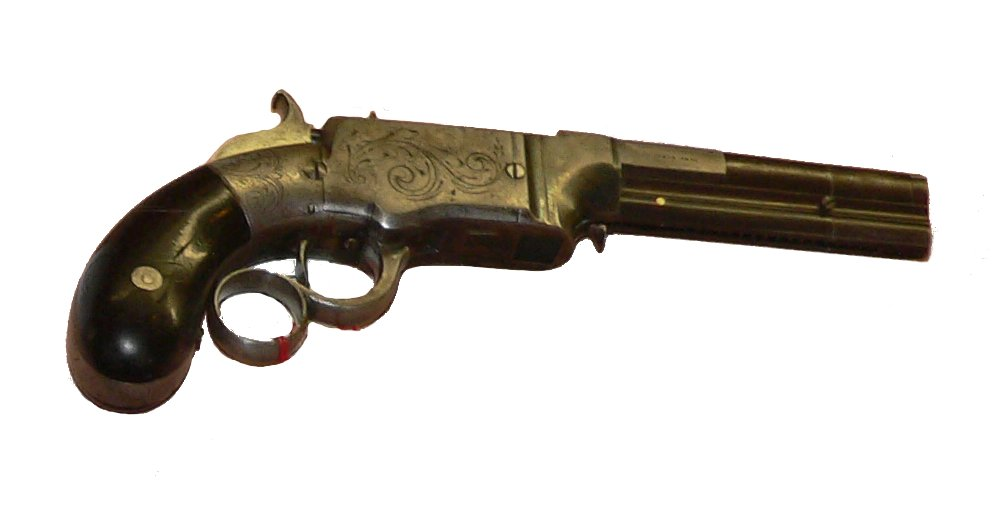
Una pistola Smith and Wesson Volcanic del 1855, calibro .31
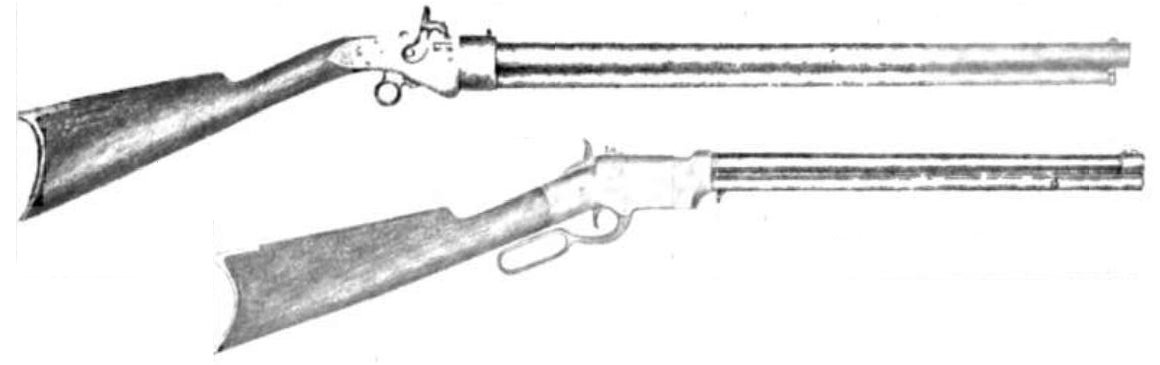
Fucili Jennings (sopra) e Volcanic (sotto)
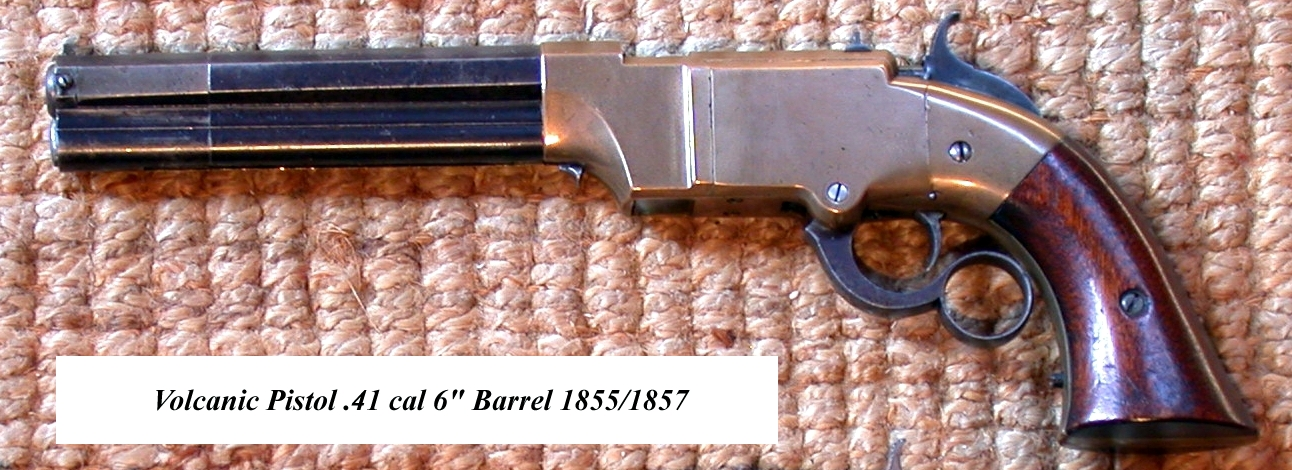
Pistola Volcanic calibro .41